# Campoletis dorsalis
Campoletis dorsalis är en stekelart som först beskrevs av Joseph Kriechbaumer 1894.  Campoletis dorsalis ingår i släktet Campoletis och familjen brokparasitsteklar. Inga underarter finns listade.